# Amsterdamse paardentrams
Het Amsterdamse paardentrammaterieel omvat het verschillende materieel dat door de Amsterdamsche Omnibus Maatschappij in de periode tussen 1877 en 1897 in dienst is gesteld. Dit werd tot 1916 gebruikt als paardentram in Amsterdam en later als aanhangwagen achter elektrische trams en bij trammaatschappen in de rest van Nederland.

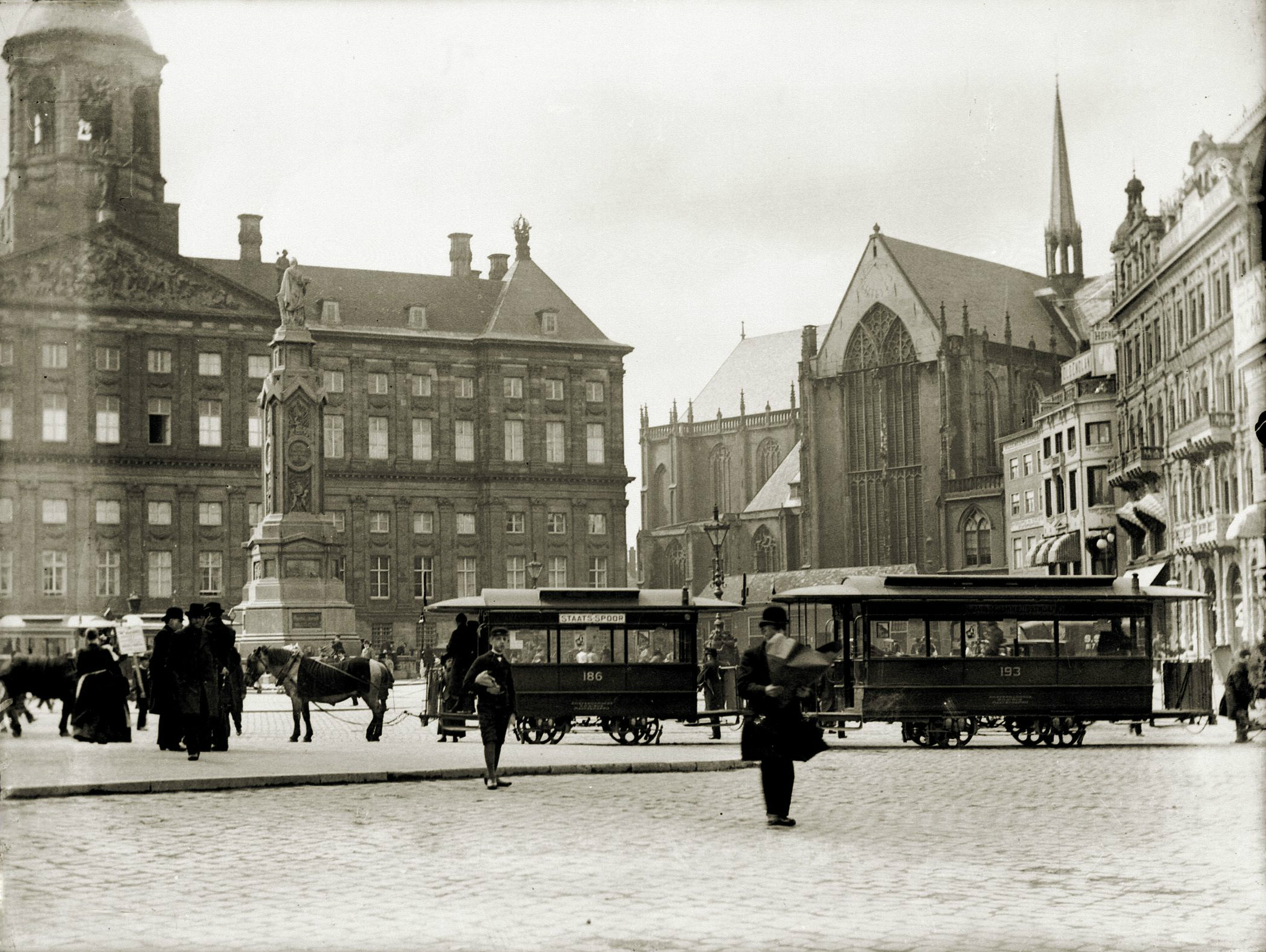
Een gemiddelde en grote gesloten wagen. De linker wagen met nummer 186 ging in 1906 naar Hoorn.

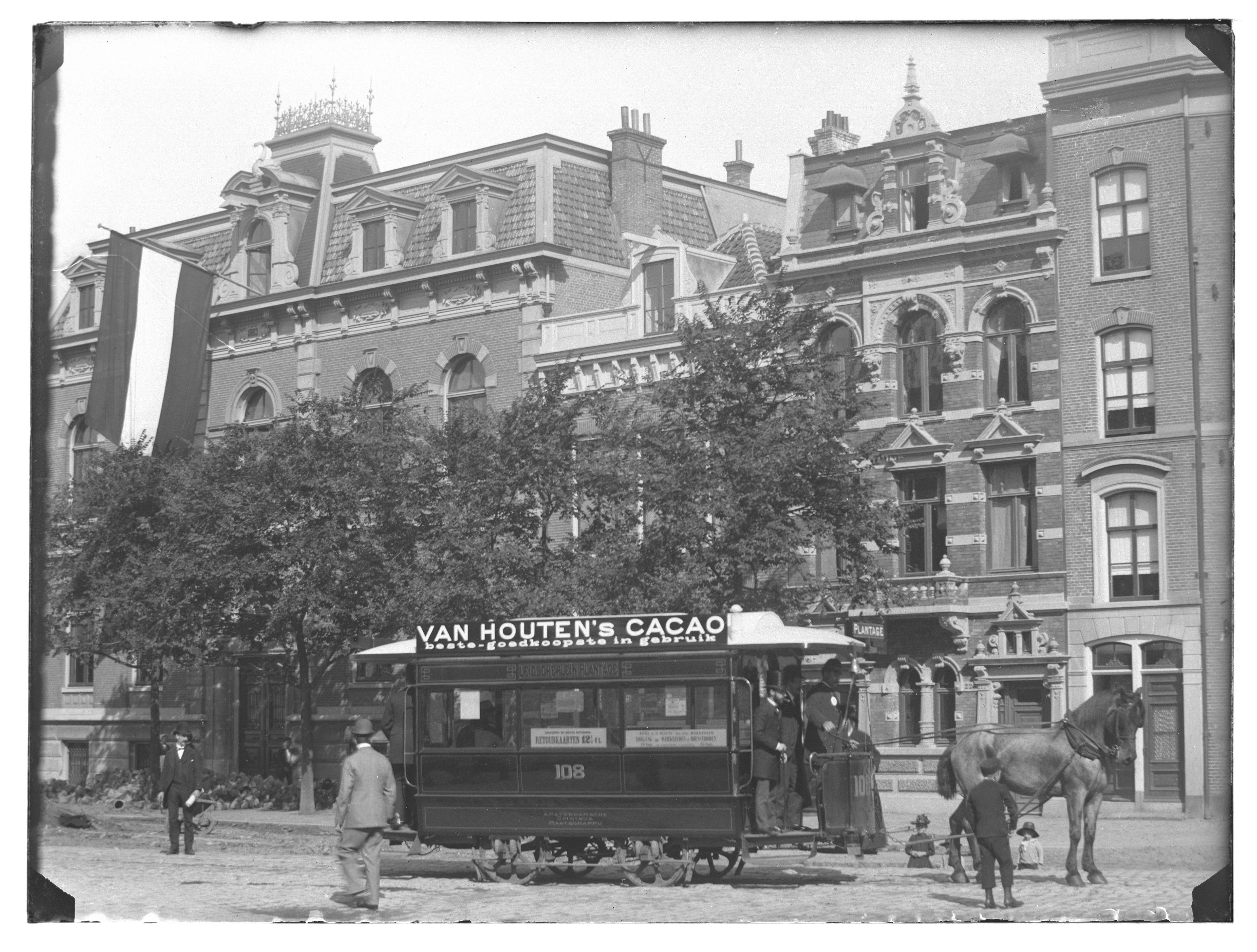
Paardentramwagen 108 op de Weteringschans in 1890.

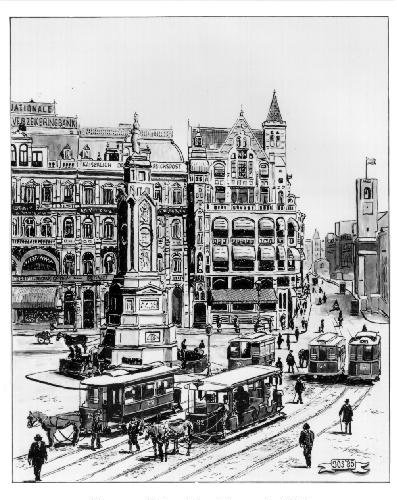
De Dam met paardentrams omstreeks 1903.

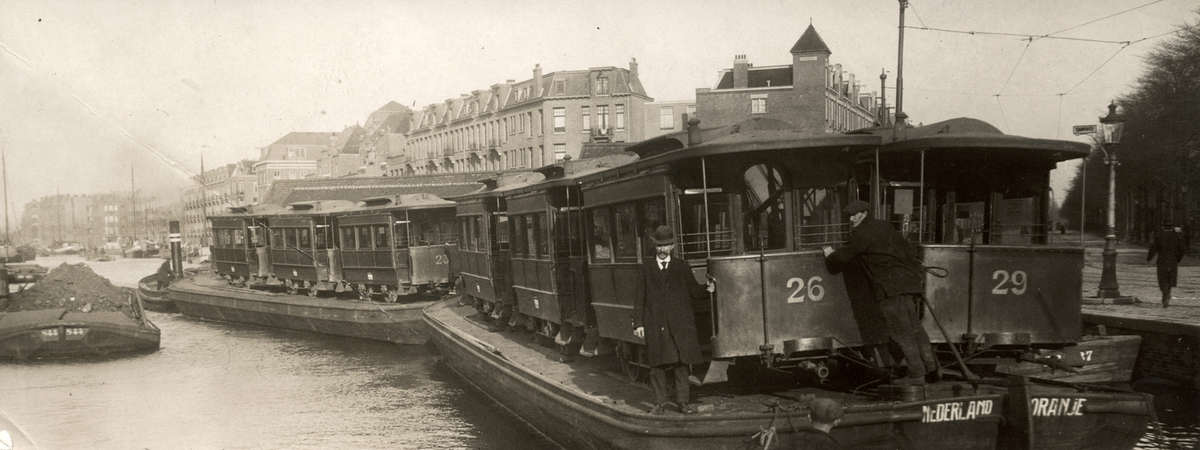
Foto van de tweede serie rijtuigen die in 1918 naar Utrecht gingen.

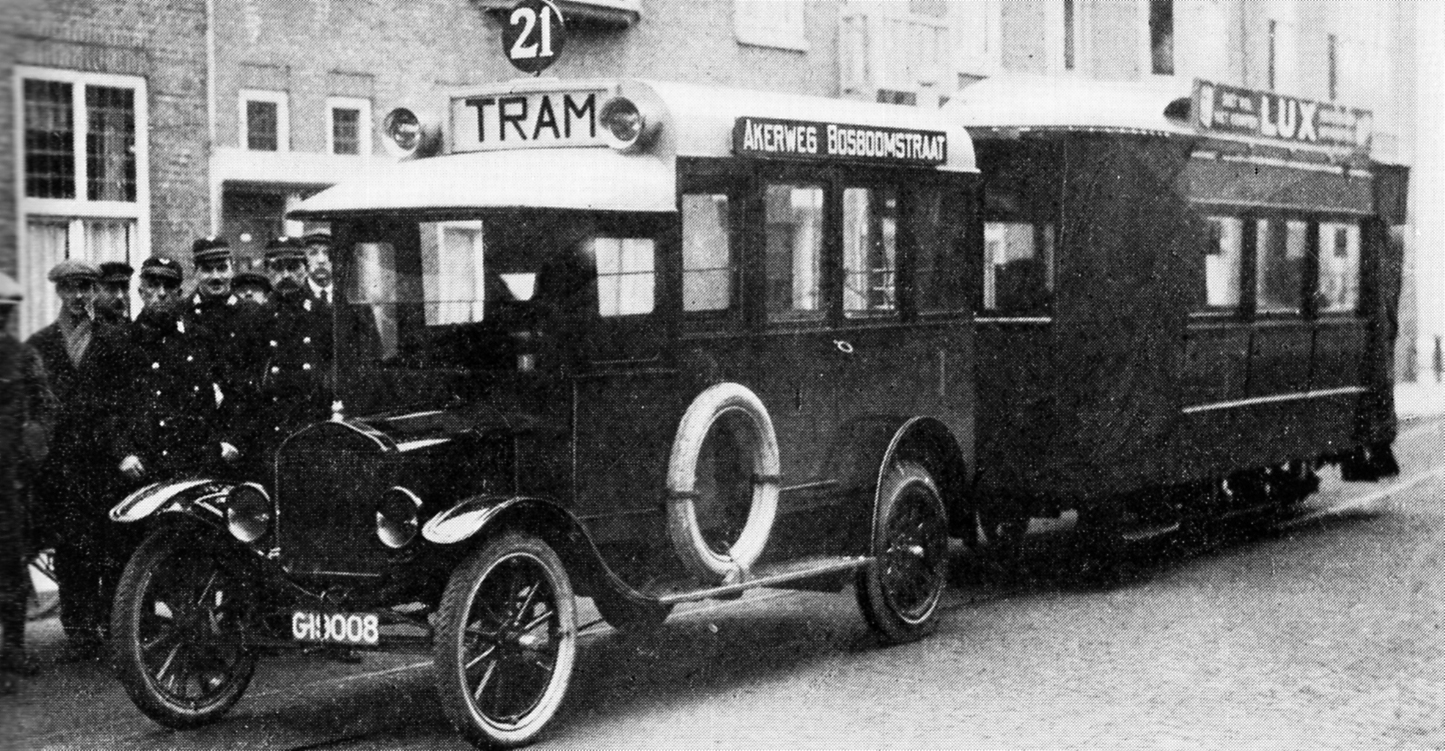
Vermoedelijk een van de overgenomen paardentrams als tractortram in Sloten in 1922.

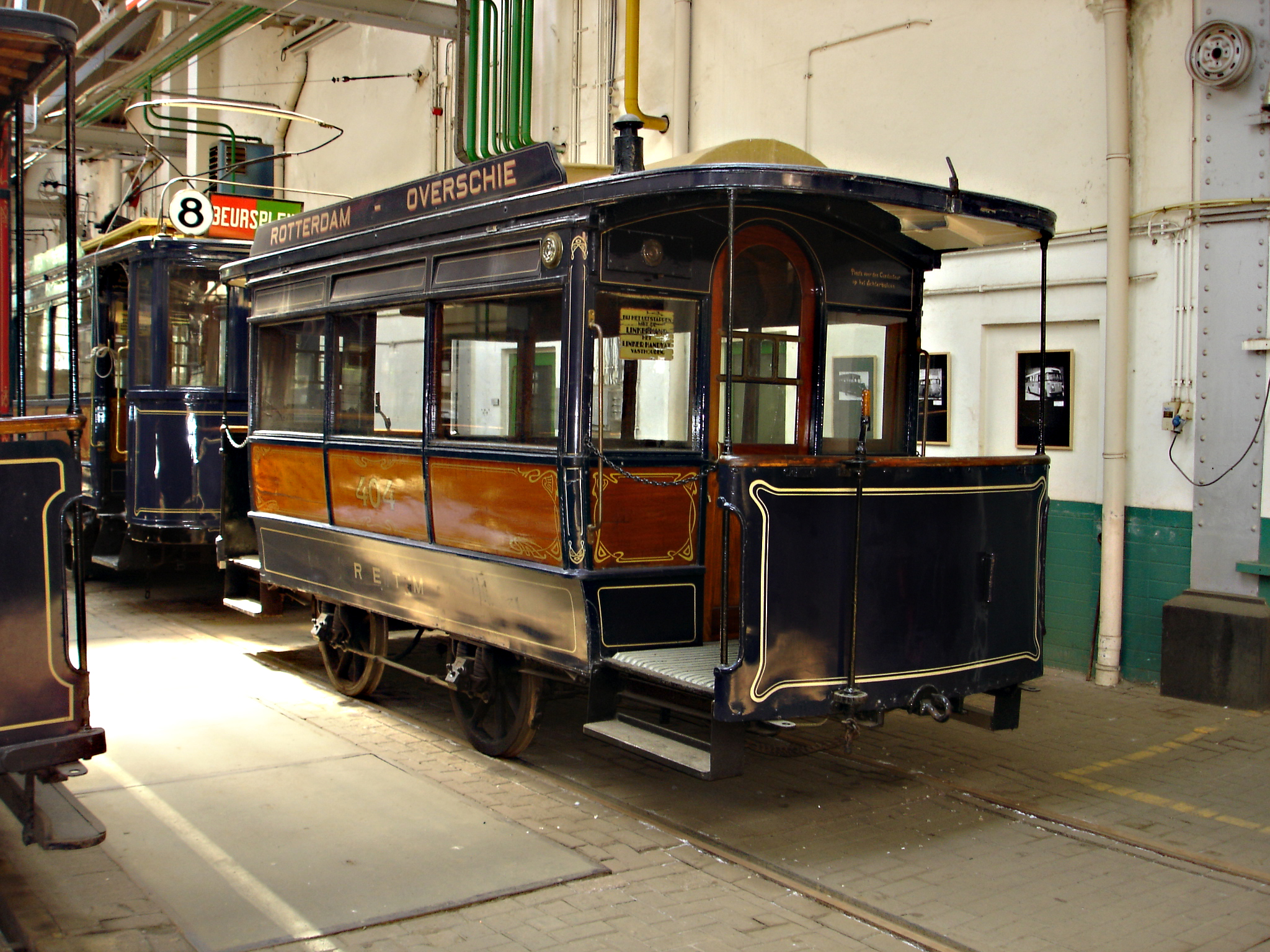
De enige nog bestaande Amsterdamse paardentram als RETM 404 in Rotterdam.

Met de opening van de eerste paardentramlijn in Amsterdam in 1875 (Leidseplein – Plantage) werden door de Amsterdamsche Omnibus Maatschappij (AOM) ook de eerste paardentramwagens aangeschaft. In het eerste jaar verschenen er enkele in het buitenland gebouwde wagens, gevolgd door wagens van de Haarlemse rijtuigmaker Beijnes. Vanaf 1890 (nummers 192-261) werden alle trams gebouwd in de eigen werkplaatsen van de AOM. De laatste zeven wagens werden in 1900 door de Gemeentetram Amsterdam (GTA) gebouwd.
Aanvankelijk bleven deze dienstdoen als paardentram, maar in de volgende jaren werden zij meer en meer ingezet als bijwagens achter de nieuwe elektrische trammotorwagens. De laatste paardentrams reden in 1916 op de lijn Nassauplein – Sloterdijk, die in dat jaar werd geëlektrificeerd.

## Series
Hoewel in dit artikel het Amsterdamse paardentrammaterieel als één wordt neergezet, is het materieel door verschillende fabrikanten gebouwd en is ook te onderscheiden in 9 verschillende typen.
- kleine lengte, gesloten
- kleine lengte, open
- gemiddelde lengte, gesloten
- gemiddelde lengte, gesloten, imperiaal
- gemiddelde lengte, open
- grote lengte, gesloten
- grote lengte, gesloten, imperiaal
- grote lengte, open

## Verdere lot
Al voor 1900 werden enkele wagens afgevoerd. De 180 en 181 werden in 1893 getransformeerd tot werkwagens van de AOM. De 69-70 werden gesloopt in 1889, gevolgd door de 41-42 (1897) en 67 (1895).

### Aanhangwagen
Een groot deel van de paardentramwagens werd in Amsterdam ingezet als aanhangwagen achter de elektrische trams. Hiervoor werden de tuigen vervangen door koppelingen, kwam er elektrische verlichting en een elektrische schelgeleiding.
Door de instroom van nieuwe bijwagens nam het aantal ingezette ex-paardentrams langzaam af. De laatste dichte paardetramwagen in Amsterdam werd in 1928 gesloopt. Daarna bleef er nog wel een aantal open bijwagens over. Deze waren door hun inrichting veel minder ingezet dan de gesloten bijwagens en waren derhalve nog in een betere staat. In 1935 werden de 23 gewone open en 12 grote bijwagens (vernummerde series 566-588 en 589-600) gemoderniseerd. Een jaar later werden de wagens na een zwaar ongeval buiten dienst gezet. Hierna werden 566-586 in 1937 gesloopt en werden de 587-588 omgebouwd tot reclamebijwagen en pas in 1948 gesloopt. De resterende grote open bijwagens 589-600 kwamen in 1937 toch weer in dienst en bleken in de drukte van de Tweede Wereldoorlog tot 1943 toch nog van nut.

### Verkoop
Diverse Amsterdamse paardentramwagens kregen een tweede leven bij diverse (tram)bedrijven in Nederland, waar zij nog jaren te zien bleven:
- Amsterdam:
  - 122-128, 131 (1906), wagenbakken werden op een chassis met benzine- of stoommotor geplaatst en ingezet op de experimentele buslijn 14 van april tot juni 1908, zie verder Haarlem.
  - 145 in 1906 verkocht aan V.L.A.M. waar de wagen werd verbouwd tot autobus.[3]
  - In 1922 gingen de 120, 144, 228 en 255, na een hersporing tot Kaapspoor, rijden op de inmiddels door de gemeentetram Amsterdam ingelijfde tramlijn Amsterdam - Sloten, samen met de vernummerde 541. In 1925 en 1926 werden de wagens gesloopt.
- Alkmaar: in 1922 of 1923 gingen de vernummerde 529, 531, 549, 554 en 555 naar de Alkmaarsche Stadstram en werden gebruikt tot de sloop in 1929.[4]
- Beverwijk: In 1916 gingen de 239, 143, 245, 249, 258 naar de Buffet Maatschappij ‘E. Pluribus Unum’ die reed op de Tramlijn Beverwijk - Wijk aan Zee. Deze werden in 1922 gevolgd door de 103 en 253.
- Castricum: twee wagens (1913) werden verkocht aan de paardentramlijn Tramlijn Castricum - Bakkum. Na elektrificatie werd een van de trams in 1920 verbouwd met een elektrische uitrusting en beugel. De overgebleven bijwagen werd gesloopt in 1935, de motorwagen in 1938.[5]
- Düsseldorf: wagens 599 en 600 werden in de Tweede Wereldoorlog gevorderd voor inzet in Duitsland, maar hebben hier waarschijnlijk nooit gereden.[6]
- Enschede: in 1916 gingen de 61, 237 en 254 naar de Twentsche Electrische Tramweg Maatschappij waar de wagens als 22-24 tot 1933 hebben gereden. In 1925 volgde de vernummerde 521, in 1926 de 544-547.
- Ginnekensche Tramweg Maatschappij: 129, 130, 133 (1903) als 16-18 tot 1920.
- Haarlem: Imperiaalrijtuig 69 en 70 werden verbouwd tot open rijtuigen. In 1889 werden via Beijnes de rijutigen verkocht aan de Haarlemsche Tramway-Maatschappij waar deze ingezet werden onder nummer 11 en 12. Een, of mogelijk allebei de rijtuigen werden vervolgens in 1913 verkocht aan de Tramlijn Utrecht - Vreeswijk.[7]
- Haarlem: de Electrische Spoorweg-Maatschappij nam 6 van de 7 wagens over van busexperiment in Amsterdam uit 1908 en zette deze weer op een onderstel om deze in te zetten tussen Haarlem en Bloemendaal. Daarna nog kort ingezet door de NZH op het oude traject van lijn 14. Gesloopt in 1934.
- Hoorn: 134, 135, 139, 140, 142, 183 (voorheen AOM 4), 184 (voormalige AOM 5), 186 (voormalige AOM 7), 188 (voormalige AOM 9) & 189 (voormalige AOM 10) (1906). Een deel van deze wagens betroffen de oudste trams uit 1875.[8]
- Maastrichtse tram: 75-77 (1903) als 1-3 tot 1914.
- Nijmegen: In 1944 gingen de 589-593 als 201-205 naar de Nijmeegse tram, waar deze in 1952 werden gesloopt. De wagens werden verkocht voor ƒ 3000.- per stuk, met een verhoging van ƒ 400.- voor de werkzaamheden voor het omsporen van normaalspoor naar kaapspoor.[6]
- Oudewater: de 78, 136 en 147.[9]
- Rotterdam, in 1915 ging de 64 naar de Rotterdamsche Electrische Tramweg Maatschappij om dienst te doen op de paardentramlijn naar Overschie. Deze tram bestaat nog steeds als museumtram (sinds 1934) en verblijft bij het Trammuseum Rotterdam.
- Utrecht: in 1916 gingen de 31, 47, 66 en 146 als 101-104 naar de Gemeentetram Utrecht. In 1918 volgden de 26, 29, 105, 110, 111, 113-115, 230-232 en 251, die vernummerd werden in 105-116.
- Utrecht - Vreeswijk: in 1916 gingen na de elektrificatie van lijn 12 de paardentramrijtuigen 216, 569 en 603 naar Utrecht.[10]

Van de vroegere Amsterdamse paardentrams is er een bewaard gebleven als museumtram in Rotterdam. Dit is de RETM 404, ex-AOM 64 (bouwjaar 1880).